# 발라드 (쇼팽)
쇼팽의 4곡의 발라드는 단일악장의 1831년과 1842년 사이에 작곡된 솔로 피아노 곡이다. 그들은 표준 피아노 레퍼토리에서 가장 중요하고 도전적인 곡으로 간주된다.
발라드라는 용어 는 쇼팽이 고대 이탈리아 발라타 와 동등한 발레 막간 또는 무용 작품의 의미로 사용했지만 이 용어는 중세 영웅 발라드, 서사 민스트럴 노래, 종종 환상적인 성격을 함축할 수도 있다. 쇼팽의 장르적 활용에는 드라마틱하고 무용적인 요소가 있어 추상적인 음악형식으로서 발라드의 선구자라 할 수 있다. 네 개의 발라드는 시인 아담 미키에비츠의 영감을 받았다고 한다. 그러나 각 개별 발라드에 대한 정확한 영감은 불분명하고 논쟁의 여지가 있다.
발라드가 소나타 형식과 정확히 일치하지는 않지만 쇼팽이 4개의 발라드를 위해 만든 "발라드 형식"은 특정 불일치가 있는 소나타 형식의 변형이다. 발라드는 쇼팽 이후 자신의 발라드를 작곡한 프란츠 리스트와 요하네스 브람스와 같은 작곡가들에게 직접적인 영향을 미쳤다.